# 薬用植物資源研究センター種子島研究部
薬用植物資源研究センター種子島研究部（やくようしょくぶつしげんけんきゅうセンターたねがしまけんきゅうぶ）は、鹿児島県中種子町（種子島）にある薬用植物の研究施設、試験場、植物園。国立研究開発法人医薬基盤・健康・栄養研究所の薬用植物資源研究センターに属する。敷地面積は108.693 m2。
植物園自然保護国際機構（BGCI）による認証コード、およびハーバリウムのイニシャルはTSUK。

## 概要
- 所在地: 鹿児島県熊毛郡中種子町野間松原山17007-2
- 平均気温: 19.5°C
- 最高気温: 34.6°C
- 最低気温: 1.9℃
- 面積: 108.693 m2（本場：91,700 m2、下田分場：16,993 m2）

植物園は、火曜日以外の午前9時から午後4時30分まで一般に開放されている（入場料が別途必要）。また、研究施設の一般公開を行うこともある。

## 歴史
1954年、国立衛生試験所種子島分場として開設。 
2005年、独立行政法人国立健康・栄養研究所と、独立行政法人医薬基盤研究所が統合され、国立研究開発法人医薬基盤・健康・栄養研究所が設立された。これにより、国立衛生試験所の薬用植物試験場（北海道、つくば、和歌山、種子島）の管轄権が同研究所に移管され、種子島の試験場は同研究所の薬用植物資源研究センター種子島研究部となった。

## 特徴
建物や畑の防風対策として、敷地周辺に自然林をそのまま残している。
研究所では、薬用植物の栽培と改良に関する研究が行われている。試験研究においては、特にハナミョウガ属（ヤクチ・リョウキョウなど）、ニッケイ属（ニッケイ・シナニッケイ）、ウコン属（ガジュツ・ウコン・キョウオウなど）、マオウ、インドジャボク、ヒキオコシなどに関して重点的に実施している。絶滅の恐れがある植物や、国内外からの導入が困難な植物、他地域での栽培が難しい暖地系植物の保存栽培も行っている。
また、バラ科（ヤマザクラ、バクチノキ、テリハノイバラ）、ミカン科（タチバナ、ダイダイ、イヌザンショウ）などの薬用植物が敷地内に自生している。
種子島内に自生する薬用植物の入手・保護にも取り組んでいる。